# میشائل اشترایتر
میشائل اشترایتر (آلمانی: Michael Streiter؛ زادهٔ ۱۹ ژانویهٔ ۱۹۶۶) بازیکن سابق و مربی فوتبال اهل اتریش است.
از باشگاه‌هایی که در آن بازی کرده‌است می‌توان به باشگاه فوتبال اشتورم گراتس، باشگاه فوتبال آستریا وین، باشگاه فوتبال تیرول اینسبروک، و باشگاه فوتبال تیرول اشاره کرد.
وی همچنین در تیم ملی فوتبال اتریش بازی کرده‌است.